# Tony Brown (Dartspieler)
Anthony „Tony“ Brown (* 1. April 1945 in Dover, Kent, Vereinigtes Königreich; † vor oder am 23. September 2022) war ein englischer Dartspieler. Er kam dem Gewinn einer Weltmeisterschaft mehrere Male nah. So erreichte er vier Mal das Halbfinale der BDO World Darts Championship, wobei er jeweils zwei Mal gegen Eric Bristow und John Lowe verlor.

## Karriere
Brown war Teil der ersten Weltmeisterschaft im Dartsport 1978, wobei er an Nummer 8 gesetzt war, verlor jedoch überraschend gegen den Australier Tim Brown. Er erreichte anschließend das Halbfinale bei drei aufeinanderfolgenden World Professional Darts Championships – 1979, 1980 und 1981. Nach einer überraschenden Niederlage im Achtelfinale bei der BDO World Championship 1982 gelang Brown 1983 eine weitere Teilnahme am Halbfinale; er verlor dieses gegen Eric Bristow.
Brown konnte auch bei anderen Major-Turnieren Erfolge verzeichnen. So gewann er die im Fernsehen übertragenen British Open 1979 und die Indoor League 1977, die allerdings nur in der Grafschaft Yorkshire übertragen wurde. Überdies gewann Brown die ersten beiden Darts World KO Cups, ausgetragen in Oldham. Er besiegte Nicky Virachkul im Finale des Jahres 1980. Er gewann ebenfalls das Einzel des WDF Europe Cup 1980. Brown konnte ebenso das Finale des prestigeträchtigen Winmau World Masters 1978 erreichen. Hier verlor er dann gegen den Waliser Ronnie Davies.
Auch mit der Mannschaft von England konnte Brown Erfolge feiern – unter anderem gewann er den Mannschaftswettbewerb des WDF World Cup 1979 und 1981 sowie das Doppel des WDF World Cup 1981 zusammen mit Cliff Lazarenko. Darüber hinaus bildete er ein Team mit John Lowe und Bristow und errang so den Titel im Dreier-Wettbewerb des Nations Cups für England 1979 und 1980.
Brown war an der Seite von John Lowe, Cliff Lazarenko und Dave Whitcombe einer der Spieler, die mithalfen die Spielervereinigung PDPA (Professional Dart Players Association) ins Leben zu rufen. Der Vereinigung wurde mit der Absicht gegründet, die im Fernsehen übertragenen Turniere zu fördern. Gleichwohl Brown in den 1990ern kein Teil der Dartsszene mehr war (seine letzte Teilnahme an der Weltmeisterschaft war im Jahr 1984), hatte er damit doch Anteil an der Gründung der WDC (World Darts Council) in Konkurrenz zur BDO. Die PDPA war maßgeblich für die Gründung eben dieses neuen Verbands.
Brown beendete die Teilnahme an Turnieren der BDO im Januar 1984. Anschließend kehrte er in seinen Heimatort Dover zurück und spielte lange Zeit in der lokalen Liga, der Dover Invitation Darts League.

## Weltmeisterschaftsresultate
- 1978: Achtelfinale (3:6-Niederlage gegen  Tim Brown) (Legs)[3]
- 1979: 3. Platz (2:1-Sieg gegen  Alan Evans nach 2:3-Niederlage gegen  John Lowe) (Sätze)[4]
- 1980: 3. Platz (2:0-Sieg gegen  Cliff Lazarenko nach 3:4-Niederlage gegen  Eric Bristow)[5]
- 1981: 4. Platz (1:2-Niederlage gegen  Cliff Lazarenko nach 1:4-Niederlage gegen  John Lowe)[6]
- 1982: Achtelfinale (0:2-Niederlage gegen  Dave Miller)[7]
- 1983: 4. Platz (0:2-Niederlage gegen  Jocky Wilson nach 0:5-Niederlage gegen  Eric Bristow)[8]
- 1984: 1. Runde (0:2-Niederlage gegen  John Lowe)[9]

## Titel

### BDO
- Weitere
  - BDO Nations Cup: (2) 1979, 1980 (jeweils mit Eric Bristow und John Lowe)
  - World Team Matchplay: (2) 1979, 1980 (jeweils mit Eric Bristow und John Lowe)

### WDF
- Platinum-Kategorie
  - WDF World Cup Doppel: (1) 1981 (mit Cliff Lazarenko)
  - WDF World Cup Teams: (2) 1979 (mit Eric Bristow, Bill Lennard und John Lowe), 1981 (mit Bristow, Cliff Lazarenko und Lowe)
  - WDF World Cup Gesamtwertung: (2) 1979, 1981 (jeweils mit der englischen Mannschaft)
  - WDF Europe Cup Einzel: (1) 1980
  - WDF Europe Cup Teams: (1) 1980 (mit Eric Bristow, Cliff Lazarenko und John Lowe)
  - WDF Europe Cup Gesamtwertung: (1) 1980 (mit der englischen Mannschaft)
- Open-Turniere
  - British Open:(1) 1979

### Andere
- World Knockout: (2) 1979, 1980